# Jacqueline K. Barton

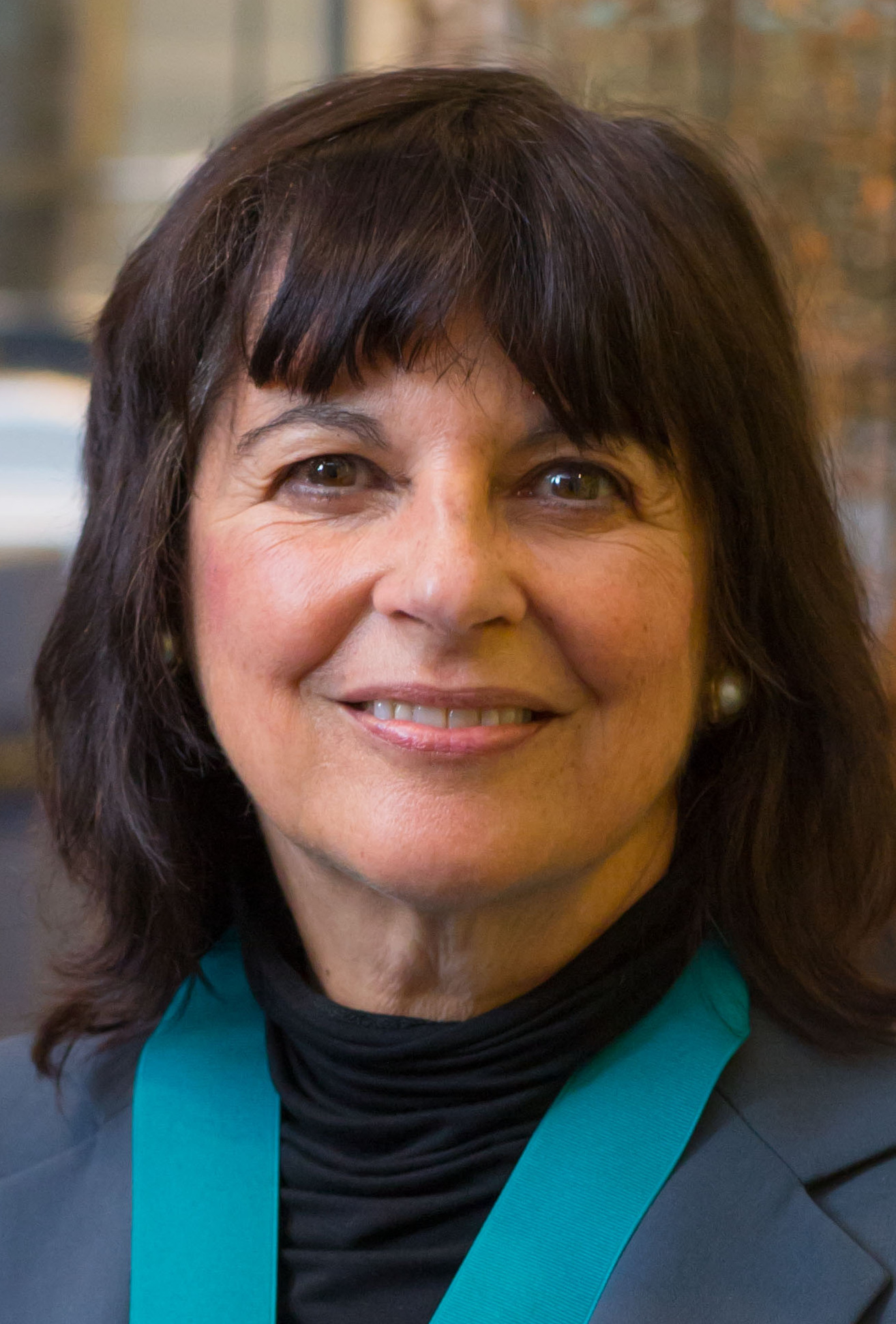
Jacqueline K. Barton

Jacqueline K. Barton (*  7. Mai 1952 in New York City) ist eine US-amerikanische Chemikerin. Sie ist Professorin am Caltech.

## Leben
Barton studierte am Barnard College mit dem Bachelor-Abschluss (summa cum laude) 1974 und an der Columbia University mit der Promotion 1978 in Anorganischer Chemie bei Stephen Lippard. Als Post-Doktorandin war sie an den Bell Laboratories und an der Yale University bei Robert Shulman. Danach war sie Professorin am Hunter College, ab 1983 an der Columbia University und ab 1989 am Caltech.
Sie befasst sich mit der Chemie von DNA und zeigte, dass diese nicht nur in der Basenfolge Informationen speichert, sondern auch interessante physikalisch-chemische Eigenschaften hat, speziell bezüglich des Elektronentransports längs des Doppelstrangs (DNA mediated charge transfer, DNA CT) und dessen Einfluss auf DNA-Schäden und deren Reparatur. Möglicherweise nutzen die an der Lokalisierung und Reparatur von Schäden in der DNA beteiligten Enzyme DNA CT. Für die Untersuchung der Struktur und Dynamik der DNA-Doppelstränge benutzt sie mit ihrer Forschungsgruppe spezielle metallorganische Komplexe.
Sie entwickelt in ihrer Forschungsgruppe auch elektronische Chips, mit denen über DNA CT der Bindungsort von Proteinen (wie Transkriptionsfaktoren) und m-RNA an der DNA lokalisiert werden kann. Das hat Anwendungen, falls diese als Marker für Krebs und andere Krankheiten dienen.
1984 wurde Barton Forschungsstipendiatin der Alfred P. Sloan Foundation (Sloan Research Fellow). 1987 erhielt sie den Eli Lilly Award in Biological Chemistry. 1991 wurde sie MacArthur Fellow, 1992 mit der Garvan-Olin-Medaille und 1996 mit der Paul-Karrer-Medaille geehrt. 2006 erhielt sie die Willard Gibbs Medal und 2010 die National Medal of Science. 2015 erhielt sie mit der Priestley-Medaille die höchste Auszeichnung der American Chemical Society. Ebenfalls 2015 wurde sie mit der American Institute of Chemists Gold Medal ausgezeichnet, 2016 mit dem Centenary Prize der Royal Society of Chemistry. Für 2019 wurde Barton der NAS Award in Chemical Sciences zugesprochen. 2023 wurde sie mit dem Welch Award in Chemistry ausgezeichnet.
1999 wurde sie zum Fellow der American Association for the Advancement of Science gewählt. Barton ist Mitglied der National Academy of Sciences, der American Academy of Arts and Sciences und der American Philosophical Society.
Jacqueline Barton ist mit Peter Dervan verheiratet und hat eine Tochter.